# العلاقات الأفغانية الدومينيكية
العلاقات الأفغانية الدومينيكية هي العلاقات الثنائية التي تجمع بين أفغانستان ودومينيكا.

## مقارنة بين البلدين
هذه مقارنة عامة ومرجعية للدولتين:
| وجه المقارنة                                              | أفغانستان                    | دومينيكا              |
| --------------------------------------------------------- | ---------------------------- | --------------------- |
| المساحة (كم2)                                             | 652.23 ألف                   | 751                   |
| عدد السكان (نسمة)                                         | 34.94 مليون                  | 73.92 ألف             |
| الكثافة السكانية (ن./كم²)                                 | 53.57                        | 9.84 ألف              |
| العاصمة                                                   | كابل                         | روسو                  |
| اللغة الرسمية                                             | اللغة البشتوية، اللغة الدرية | لغة إنجليزية          |
| العملة                                                    | أفغاني                       | دولار شرق الكاريبي    |
| الناتج المحلي الإجمالي (بليون دولار)                      | 20.82 مليار                  | 562.54 مليون          |
| الناتج المحلي الإجمالي (تعادل القوة الشرائية) بليون دولار | 62.62 مليار                  | 789.63 مليون          |
| الناتج المحلي الإجمالي الاسمي للفرد دولار أمريكي          | 594                          | 7.12 ألف              |
| الناتج المحلي الإجمالي للفرد دولار أمريكي                 | 1.93 ألف                     | 10.88 ألف             |
| مؤشر التنمية البشرية                                      | 0.479                        | 0.724                 |
| رمز المكالمات الدولي                                      | +93                          | +1767                 |
| رمز الإنترنت                                              | .af                          | .dm                   |
| المنطقة الزمنية                                           | ت ع م+04:30                  | 00، توقيت أطلنطي موحد |

## منظمات دولية مشتركة
يشترك البلدان في عضوية مجموعة من المنظمات الدولية، منها:
| علم المنظمة | اسم المنظمة                        | تاريخ انضمام أفغانستان | تاريخ انضمام دومينيكا |
| ----------- | ---------------------------------- | ---------------------- | --------------------- |
|             | مؤسسة التنمية الدولية              | 2 فبراير 1961          | 29 سبتمبر 1980        |
|             | يونسكو                             | 4 مايو 1948            | 9 يناير 1979          |
|             | وكالة ضمان الاستثمار متعدد الأطراف | 16 يونيو 2003          | 7 أكتوبر 1991         |
|             | الأمم المتحدة                      | 19 نوفمبر 1946         | 18 ديسمبر 1978        |
|             | الاتحاد البريدي العالمي            | ?                      | ?                     |
|             | البنك الدولي للإنشاء والتعمير      | 14 يوليو 1995          | 29 سبتمبر 1980        |
|             | الاتحاد الدولي للاتصالات           | 12 أبريل 1928          | 28 أكتوبر 1996        |
|             | منظمة حظر الأسلحة الكيميائية       | ?                      | ?                     |
|             | مؤسسة التمويل الدولية              | 23 سبتمبر 1957         | 29 سبتمبر 1980        |
|             | منظمة الشرطة الجنائية الدولية      | ?                      | ?                     |

## وصلات خارجية
- موقع وزارة الخارجية الأفغانية